# Hazeldonk/Meer
Hazeldonk (zoals genoemd in Nederland) of Meer (zoals genoemd in België) is een belangrijke grensovergang tussen Nederland en België. Hier loopt de Nederlandse A16 over in de Belgische A1/E19. Ook volgt de E19 deze route, aan Belgische zijde is dit de primaire naam van de snelweg. Sinds 1997 hoort de vorige gemeente Hazeldonk tot gemeente Zundert, maar de grensovergang en de aanliggende industriewijk zijn in plaats daarvan naar Breda overgegaan. Aan de Nederlandse zijde van de grensovergang ligt de gelijknamige verzorgingsplaats Hazeldonk.

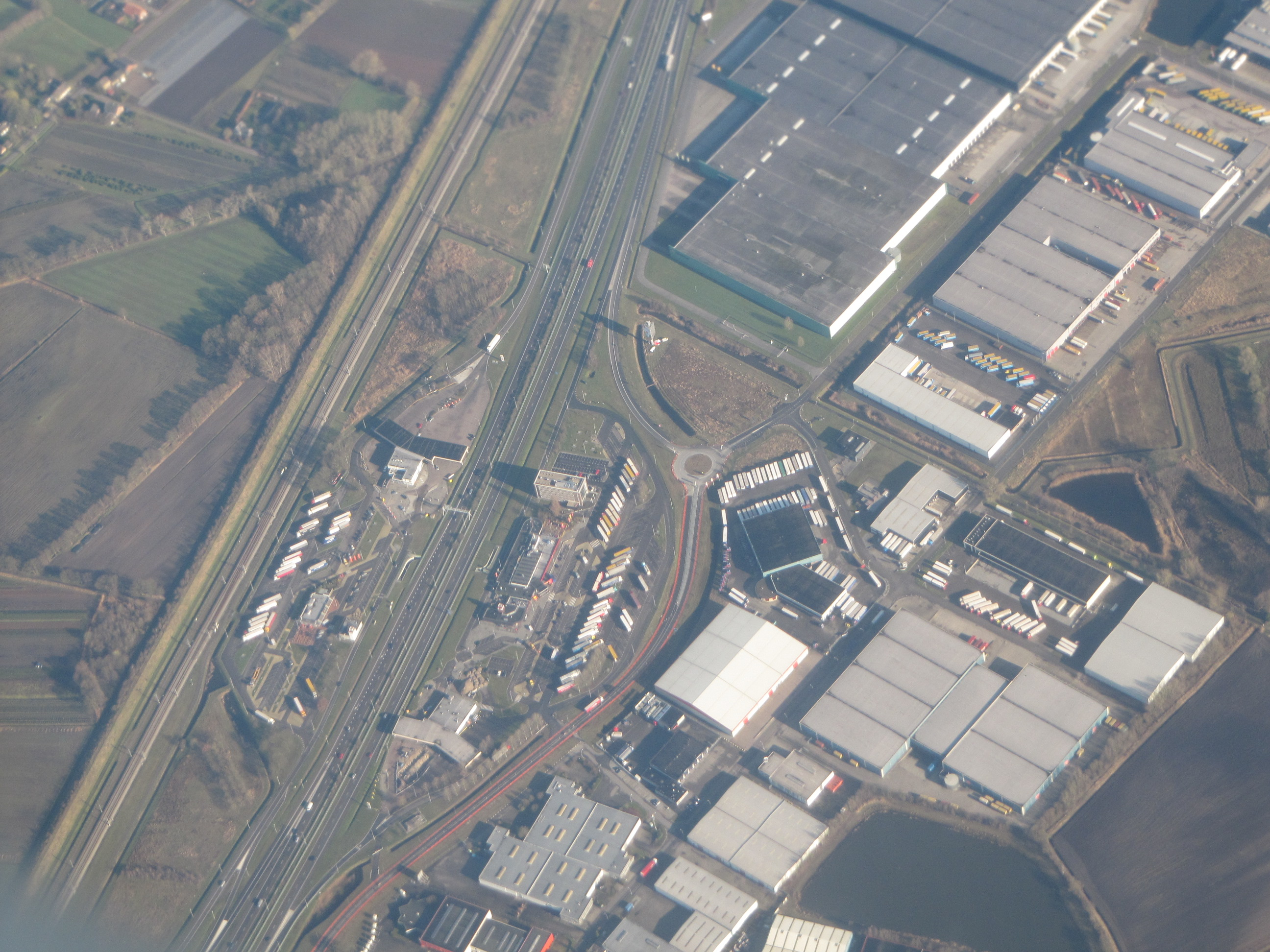
Hazeldonk vanuit de lucht.

Hier loopt de Belgische HSL 4, ook bekend als HSL Noord of spoorlijn 4, ook over op de Nederlandse HSL Zuid.
Op het terrein van Hazeldonk, aan de Belgische zijde Transportzone Meer genoemd, zijn veel (internationale) transportbedrijven gevestigd.
De naam Hazeldonk is afkomstig van de aangrenzende buurtschap Hazeldonk. In België heet deze grensovergang Meer, genoemd naar het nabijgelegen dorp.
De bedrijvenvereniging op Hazeldonk is een samenwerking met Hazeldonk en Meer en heet "Logistiek Centrum Hazeldonk Meer".
Op basis van het Schengen-verdrag is er tussen Nederland en België een vrij verkeer van personen en goederen. Toch vinden er met enige regelmaat nog controles plaats. Aan de Nederlandse kant gebeurt dit bijvoorbeeld in het kader van het Mobiel Toezicht Veiligheid (MTV).